# Galina Búrdina
Galina Pàvlovna Búrdina (rus: Галина Павловна Бурдина), amb cognom de casada Iermak, (Veresxàguino, 24 de març de 1919 - Riga, 25 de novembre de 2006) va ser una militar russa, aviadora de combat de la Força Aèria Soviètica durant la Segona Guerra Mundial.

## Trajectòria
Nascuda el 24 de març de 1919 a la localitat russa de Veresxàguino, situada al krai de Perm, va viure en un entorn familiar caracteritzat pels nombrosos membres que la componien, així com la mort del seu pare quan era molta petita, durant la Guerra Civil russa. Als 14 anys va començar a treballar com a obrera mentre continuava els seus estudis de nit. Quan tenia 17 anys, va començar a aprendre a volar planadors i va estudiar a l'escola de pilots d'aviació civil d'Uliànovsk. Després va començar a treballar com a instructora de pilots a Sverdlovsk. El setembre de 1941, la seva escola es va convertir en un centre d'instrucció de pilots militars i va continuar formant a pilots militars.
Juntament amb les altres dues instructores de l'escola, es va oferir voluntària a l'exèrcit. Amb 24 hores d'avís, va ser ordenada a Moscou i enviada a una base d'Engels, a l'óblast de Saràtov. En arribar, Marina Raskova li va informar que havia d'entrenar per a convertir-se en pilot de caça. Quan després de l'entrenament va ser enviada al front, va combatre al costat de Tamara Pamiatnikh en els caces nocturns del 586è Regiment d'Aviació de Caces en suport dels bombarders i actuant com a exploradors. Burdina també va fer missions de bombardeig i ametrallament, fins i tot contra objectius romanesos. A causa del seu cabell ros arrissat, més tard va ser reconeguda per un pilot romanès després de l'ocupació soviètica de Romania, ja que havia volat tan a prop del terra que la seva fisonomia era recordada. L'abril del 1944 va acumular 152 sortides de combat i, al final del conflicte, el seu compte es va situar en dos abatiments en solitari i un de compartit, que consistia en la destrucció compartida d'un Ju 52, més les victòries en solitari sobre un Bf 109 i un Ju 88.
Després de la guerra, va treballar durant 15 anys com a pilot civil per a Aeroflot abans de convertir-se en controladora de trànsit aeri. Després de la dissolució de la Unió Soviètica, va viure a Riga, Letònia, com a apàtrida fins a la seva mort el 25 de novembre de 2006.

## Premis i condecoracions
Els reconeixements que li van atorgar són:
- Orde de l'Estrella Roja (1943)
- Orde de la Bandera Roja (1944)
- Orde de la Guerra Patriòtica 2a classe (1985)
- Medalla de la victòria sobre Alemanya en la Gran Guerra Patriòtica 1941-1945 (1945)